# Dans les mailles du filet (film, 1924)

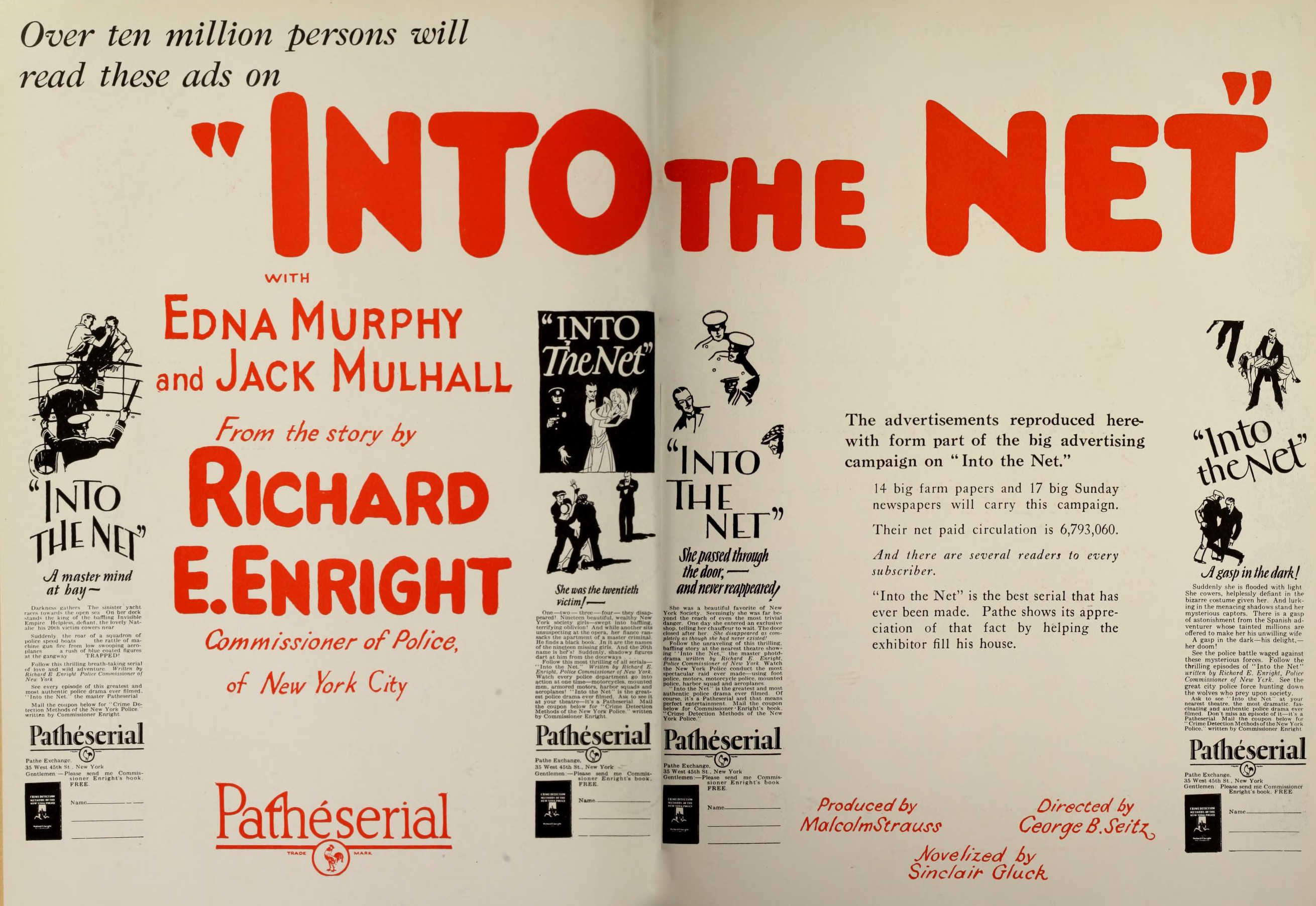
Annonce du film dans un magazine de 1924.

Pour les articles homonymes, voir Dans les mailles du filet.
Dans les mailles du filet (Into the Net) est un serial américain réalisé par George B. Seitz et sorti en 1924.

## Fiche technique
- Réalisation : George B. Seitz
- Scénario : Richard E. Enright, Frank Leon Smith
- Producteur : Malcolm Strauss
- Distributeur : Pathé Exchange
- Durée : 10 épisodes (106 minutes au total)[2]
- Date de sortie : 
  - États-Unis : 3 août 1924

## Distribution
- Edna Murphy : Natalie Van Cleef
- Jack Mulhall : Bob Clayton
- Constance Bennett : Madge Clayton
- Bradley Barker : Bert Moore
- Frank Lackteen : Dr. Vining
- Frances Landau : Mrs. Fawcette
- Harry Semels : Ivan Invanovitch
- Tom Goodwin : Inspecteur Cabot
- Paul Porter : l'Empereur
- Tom Blake